# Лішно-Кольонія
Лішно-Кольонія (пол. Liszno-Kolonia) — село в Польщі, у гміні Рейовець-Фабричний Холмського повіту Люблінського воєводства.
Населення — 283 особи (2011).
У 1975-1998 роках село належало до Холмського воєводства.

## Демографія
Демографічна структура станом на 31 березня 2011 року:
|          | Загалом | Допрацездатний вік | Працездатний вік | Постпрацездатний вік |
| -------- | ------- | ------------------ | ---------------- | -------------------- |
| Чоловіки | 140     | 28                 | 95               | 17                   |
| Жінки    | 143     | 26                 | 76               | 41                   |
| Разом    | 283     | 54                 | 171              | 58                   |